# Кишенко, Артур Николаевич
Артур Николаевич Кишенко (род. 14 ноября 1986 года) — профессиональный украинский кикбоксер, получивший прозвище «Белка». Он является многократным чемпионом мира и Европы по тайскому боксу среди любителей и носит звание заслуженного мастера спорта Украины. На профессиональном ринге Кишенко провёл более полусотни боёв, в большинстве из которых одержал победу, а его текущим наивысшим достижением является выход в финал турнира K-1 World MAX в 2008 году.

## Биография
Артур Кишенко родился в 1986 года в Одессе. После окончания средней школы № 59 поступил в Одесскую академию пищевых технологий, сейчас учится на шестом курсе заочно. В 11 лет начал заниматься боксом, спустя год увлекся таиландским боксом, занимался в одесском клубе «Капитан». В 15 лет стал мастером спорта, в 16 — впервые участвовал в чемпионате мира по таиландскому боксу Муай-тай в Казахстане, занял третье место. В дальнейшем неоднократно выступал на чемпионатах мира, четыре раз завоевывал золотые медали, в том числе в Таиланде — колыбели таиландского бокса. Является заслуженным мастером спорта. С 2006 года участвует в профессиональных боях «К-1».
Артур Кишенко проводит 3-4 официальных боя в год и к каждому готовится по 1,5-2 месяца. «В свободное время предпочитаю хороший отдых. Когда начинается тренировочный процесс — другое дело. Режим, диета и так далее.
В 2007 году на «К-1 МАХ» Артур Кишенко был третьим, сейчас занял второе место. В будущем году на престижном японском турнире одессит однозначно настроен на победу.
В 2009 проиграл Энди Соуверу и не смог выйти в финальную часть К-1.
Но участвовал там в суперпоединке, в котором победил Тоуфун Сарафузуна, а на турнире К-1 Collizion Владимира Моравчика.
В 2010 году переезжает в Нидерланды в клуб Mike’s Gym. И в 2011 году становится финалистом It’s Showtime «Fast & Furious 70MAX» в финале проиграв Робину ван Русмалену, в 1/4 выиграв у Гаго Драго и в полуфинале у Энди Соера. 2012 год запомнился K-1 World Max где Артур Так же стал вторым:в 1/4 выиграл у Криса Нигимби нокаутом и в полу-финале победил Энди Соера, в финале проиграл своему одно- клубнику Мюртхелу Гронехарту. В 2013 году Кишенко проиграл Авраама Roqueñi через спорное решение судьи на Enfusion Live: Барселоне в Барселоне, Испания 9 марта 2013 года.
Кишенко победил Дениса Makouski техническим нокаутом из-за травмы в первом раунде на K-1 World Grand Prix 2013 в Вильнюсе, Литва 27 апреля 2013 Выиграет пояс Чемпиона Мира КОК-71 кг.
В настоящее время проживает в Испании, где открыл свою школу.
Артур создал свою профессиональную команду Kyshenko Pro Team. Также тренирует любительскую команду Kyshenko Amatuer Team. Артур организовал детские соревнования по кикбоксингу Kyshenko cup и руководит детской командой Испании по кикбоксингу.
На бои Артур выходил всегда в узнаваемой «хулиганской» кепке. По его словам это не было рекомендацией иностранных имиджмейкеров, а его собственная идея - отсыл к хулиганскому району Молдаванка в Одессе.

## Титулы
2013 K-1 KoK World Champion −71 kg
2012 K-1 World MAX Finalist
2011 Финалист турнира It’s Showtime Fast & Furious 70MAX
2008 K-1 World MAX Finalist
2006 K-1 MAX East European GP Champion
2004 Fighting Arts World Champion

## Спортивная карьера

### Титулы и достижения
- Любительский спорт
  - Бронзовый призёр чемпионата мира по версии IFMA в весовой категории до 63 кг (2003 год)
  - Чемпион Европы по версии IFMA (2004 год)
  - Чемпион мира по тайскому по версии IFMA в весовой категории до 71 кг (2004 год)
  - Чемпион Украины по тайскому боксу в весовой категории до 75 кг (2005 год)
  - Чемпион Украины по тайскому боксу в весовой категории до 71 кг (2006 год)
  - Чемпион мира по тайскому по версии IFMA в весовой категории до 71 кг (2006 год)
  - Чемпион мира по тайскому по версии IFMA в весовой категории до 71 кг (2007 год)
  - Бронзовый призёр на Всемирных Играх Боевых искусств в Пекине в весовой категории до 71 кг (2010 год)[6]
- Профессиональный спорт
  - Чемпион Мира Боевых Искусств (2004 год)
  - Победитель восточноевропейского этапа Гран-при K-1 MAX (2006 год)
  - Финалист мирового Гран-при K-1 MAX (2008 год)
  - Финалист турнира It’s Showtime Fast & Furious 70MAX (2011 год)
  - финалист мирового Гран-при «K-1 World MAX» (2012 год)
  - Чемпион Мира по версии KoK (Короли Кикбоксинга) −71 kg (2013 год)

Чемпион Kunlunfight